# مارتن مكاي
مارتن مكاي (بالإنجليزية: Martin McKay)‏ هو دراج أيرلندي، ولد في 5 يونيو 1937 في بلفاست في المملكة المتحدة، وتوفي في 14 يونيو 2007.

## وصلات خارجية
- مارتن مكاي على موقع أرشيف الدراجات (الإنجليزية)
- مارتن مكاي على موقع أوليمبيديا (الإنجليزية)